# Uroleucon riparium
Uroleucon riparium är en insektsart som först beskrevs av Stroyan 1955.  Uroleucon riparium ingår i släktet Uroleucon och familjen långrörsbladlöss. Arten är reproducerande i Sverige. Inga underarter finns listade i Catalogue of Life.